# 走馬楼呉簡
走馬楼呉簡（そうまろうごかん）は、中国の湖南省長沙市芙蓉区定王台街道の古井戸から出土した三国時代の呉の簡牘群である。現在は長沙簡牘博物館に収蔵されている。

## 概要
1996年7月から12月にかけて、長沙市芙蓉区の五一広場の西側で平和堂ビル（平和堂商厦。日本の平和堂と湖南省の事業体の合弁企業である湖南平和堂の商業ビル）を建設する工事の際、地下の古井戸で三国時代の呉の紀年をもつ簡牘が発見された。竹簡と木牘の総数は14万枚以上に及んだ。解読の結果、内容は呉の長沙郡臨湘県と臨湘侯国の文書で、ほとんどが後漢の建安年間から呉の嘉禾年間にかけて書かれたものであった。
走馬楼呉簡の発見は、1996年度の全国十大考古新発見のひとつに選出された。「走馬楼」は周辺の地名による。
この史料の大部分を占めるのは、役所の出納帳や戸籍の断片である。三国時代の呉国の土地制度や税制、司法制度や典礼を知る重要史料となっている。

## 周辺からの発掘
開発の進行とともに、五一広場の周辺からは、走馬楼西漢簡（2003年）、東牌楼漢簡（2004年）、五一広場東漢簡（2010年）の発見が相次いでいる。